# Maurice Hennequin

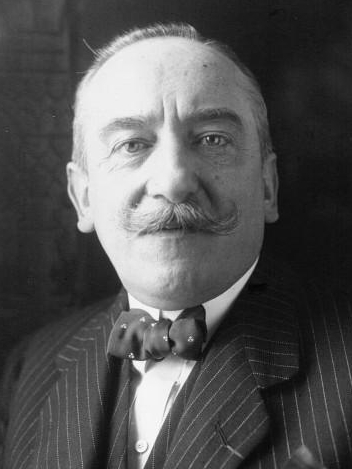
Maurice Hennequin (1914)

Charles-Maurice Hennequin (* 10. Dezember 1863 in Lüttich; † 3. September 1926 in Montreux) war ein französischer Schriftsteller und Librettist belgischer Herkunft.
Der Sohn des Schriftstellers Alfred Hennequin wurde als Autor von etwa 100 Vaudevilles und Pochaden bekannt. Seine ersten Stücke veröffentlichte er unter dem Pseudonym M.Delreu, seit 1886 schrieb er unter eigenem Namen. Viele seiner Stücke verfasste er gemeinsam mit Koautoren wie Georges Feydeau (Le Système Ribadier, 1892), Albin Valabrègue (Place aux femmes, 1898), Paul Bilhaud (Pilole d'Ercole, 1904), Pierre Veber (u. a. La Presidente, 1912) und Romain Coolus (Sonette d'Alarme, 1923).
Einige seiner Stücke dienten als Vorlagen für Operetten und Filme. So entstand nach Place aux femmes 1911 die Operette Die moderne Eva von Jean Gilbert, und La Presidente wurde mindestens viermal verfilmt. 1914 bis 1915 war Hennequin Präsident des französischen Autorenverbandes.